# Macropanax meghalayensis
Macropanax meghalayensis är en araliaväxtart som beskrevs av Harid. och R.R.Rao. Macropanax meghalayensis ingår i släktet Macropanax och familjen Araliaceae. Inga underarter finns listade.